# Irén Szekendi
Irén Szekendi, coniugata Bogárné (Sopron, 1931), è un'ex cestista ungherese.

## Carriera
Con l'Ungheria ha disputato i Campionati europei del 1952, vincendo la medaglia di bronzo.